# Крокет (Тексас)
Крокет (енгл. Crockett) град је у америчкој савезној држави Тексас. По попису становништва из 2010. у њему је живело 6.950 становника.

## Демографија
Према попису становништва из 2010. у граду је живело 6.950 становника, што је 191 (2,7%) становника мање него 2000. године.
| Група             | 2000.         | 2010.         |
| Белци             | 3.130 (43,8%) | 2.712 (39,0%) |
| Афроамериканци    | 3.190 (44,7%) | 2.987 (43,0%) |
| Азијати           | 33 (0,5%)     | 63 (0,9%)     |
| Хиспаноамериканци | 750 (10,5%)   | 1.127 (16,2%) |
| Укупно            | 7.141         | 6.950         |